# Grace Alele-Williams
Grace Alele-Williams (Warri, 16 de dezembro de 1932 – 25 de março de 2022) foi a primeira mulher nigeriana vice-reitora de uma universidade na Nigéria, a Universidade do Benim (Nigéria).

## Vida e educação
Nascida em Warri, Alele-Williams frequentou a Government School, Warri e o Queen's College, Lagos. Frequentou o University College (atual Universidade de Ibadan), Universidade de Vermont e Universidade de Chicago.